# 警視庁職員信用組合
警視庁職員信用組合（けいしちょうしょくいんしんようくみあい）は東京都千代田区霞が関に本店を置く信用組合。警視庁、警察庁、皇宮警察本部ならびに宮内庁の職員を対象とした職域信用組合である。
通称・けいしん（警信）。

## 沿革
- 1952年3月 - 警視庁職員信用協同組合設立
- 1971年7月 - 警視庁職員信用組合に改称
- 2003年3月 - 宮内庁信用組合から事業譲受[2]
- 2012年12月 - ICキャッシュカードへの切り替え